# Stortjärnarna (Åre socken, Jämtland, 706783-133551)
Stortjärnarna är en sjö i Åre kommun i Jämtland och ingår i Indalsälvens huvudavrinningsområde. Sjön har en area på 0,193 kvadratkilometer och ligger 503,4 meter över havet.

## Delavrinningsområde
Stortjärnarna ingår i det delavrinningsområde (706780-133560) som SMHI kallar för Utloppet av Stortjärnarna. Medelhöjden är 516 meter över havet och ytan är 1,91 kvadratkilometer. Det finns inga avrinningsområden uppströms utan avrinningsområdet är högsta punkten. Vattendraget som avvattnar avrinningsområdet har biflödesordning 3, vilket innebär att vattnet flödar genom totalt 3 vattendrag innan det når havet efter 380 kilometer. Avrinningsområdet består mestadels av skog (60 procent). Avrinningsområdet har 0,64 kvadratkilometer vattenytor vilket ger det en sjöprocent på 33,3 procent.